# Raphaël Ibañez
Raphaël Ibañez (Dax, 17 febbraio 1973) è un ex rugbista a 15, allenatore di rugby a 15 e politico francese, in carriera tallonatore, 98 volte internazionale per la Francia che rappresentò in tre Coppe del Mondo; dopo il ritiro è divenuto allenatore e, dal 2010, è sottosegretario allo sport nel terzo governo Fillon.

## Biografia
Nato a Dax, fu nel locale club che Ibañez crebbe e nel quale esordì in campionato; le sue prestazioni lo misero in luce anche a livello internazionale, tanto da essere convocato per il Cinque Nazioni 1996, nel quale debuttò in un incontro con il Galles.
Il suo secondo incontro fu un anno più tardi, la finale di Coppa FIRA 1995/97 persa dalla Francia 32-40 contro l'Italia a Grenoble; dal 1998 al 2004 non mancò più un'edizione del Cinque / Sei Nazioni.
Nel 1998 si trasferì al Perpignano; nel 1999 partecipò con la Francia alla sua prima Coppa del Mondo (6 incontri, tutti da titolare, finalista del torneo) e, nel 2000, al Castres, fino al 2003, anno in cui disputò la sua seconda Coppa del Mondo, in Australia, disputandovi altri sei incontri, di cui cinque da titolare, e classificandosi con la Francia quarto assoluto.
Dal 2003 in Inghilterra, militò per un biennio nei Saracens, per poi essere ingaggiato dai London Wasps, club al quale Ibañez deve tutto il suo palmarès: vittoria nella coppa Anglo-Gallese nel 2005-06, Heineken Cup nel 2006-07 e titolo inglese nel 2007-08.
Prese anche parte, da capitano stante l'indisponibilità di Fabien Pelous, alla Coppa del Mondo di rugby 2007, nella quale disputò sei incontri, classificandosi di nuovo quarto come quattro anni prima.
Dopo la Coppa del Mondo annunciò il suo ritiro definitivo dalle gare internazionali; a febbraio 2008 gli Wasps e Ibañez concordarono l'allungamento di un anno del contratto del giocatore, in scadenza al giugno successivo: tale estensione previde che Ibañez fosse, oltre che giocatore della prima squadra, della quale era divenuto capitano per averne rilevato i gradi dal ritirato Lawrence Dallaglio, anche allenatore degli avanti delle giovanili del club.
Dopo una serie di infortuni, tuttavia, il 17 febbraio 2009, giorno del suo 36º compleanno, su consiglio dei medici che avevano riscontrato seri rischi di traumi cranici, Ibañez decise di abbandonare con effetto immediato l'attività di giocatore.
Al suo attivo anche due incontri con i Barbarians.
Raphaël Ibañez è anche commentatore televisivo: tra le sue collaborazioni più recenti figura quella con la BBC durante gli incontri del Sei Nazioni 2009, nonché con la catena francese Canal+.
A maggio 2010, infine, è giunta la nomina a sottosegretario presso il ministero della sanità e dello sport con delega alle politiche sportive.
Il 12 aprile 2012 subentra a Marc Delpoux come allenatore del club di rugby XV Union Bordeaux Bègles, militante in Top 14.

## Palmarès
- Premiership: 1
Wasps: 2007-08
- Coppe Anglo-Gallesi: 1
Wasps: 2005-06
- Heineken Cup: 1
Wasps: 2006-07